# Amadis
för den kungliga jakten Amadis se Amadis

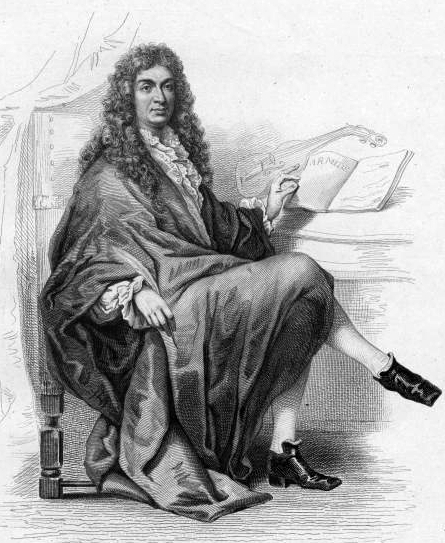
Jean-Baptiste Lully

Amadis  eller Amadis de Gaule är en opera (tragédie en musique) i en prolog och fem akter med musik av Jean-Baptiste Lully och libretto av Philippe Quinault efter Nicolas d'Herberay des Essarts översättning av Garci Rodríguez de Montalvos riddarroman Los quatros libros del virtuoso cavallero Amadis de Gaula (ca 1492).

## Historia
I och med Amadis vände sig Lullys librettist Quinault från den grekiska mytologin till medeltidens riddare. Det var kung Ludvig XIV av Frankrike som personligen hade valt den på sin tid mycket kända spanska romanen som underlag för Lullys opera. Den skulle ha uppförts tidigare men på grund av drottningens död 1683 måste premiären uppskjutas till den 18 januari 1684 på Salle du Palais-Royal i Paris.
I danstruppen ingick bland andra de manliga dansörerna Pierre Beauchamp, Louis-Guillaume Pécour och Lestang, och bland de kvinnliga dansöserna återfanns La Fontaine, Carré och Pesan. Åtta nypremiärer av operan sattes upp i Paris mellan 1687 och 1771. Mellan 1687 och 1729 sattes den upp i Amsterdam, Haag, Marseille, Rouen, Bryssel, Lunéville, Lyon och Dijon. I dag är den mest kända arian Amadis monolog från akt II "Bois épais". I början av samma akt sjunger Arcabonne "Amour, que veux-tu de moy?", precis som 'varje kock i Frankrike', enligt Le Cerf de la Viéville (Comparaison, 1704–6)
Operan hade titeln Amadis ända till 1699 då en annan opera Amadis de Grèce av André Cardinal Destouches dök upp. Efter det lanserades Lully-Quinault-operan Amadis de Gaule. Det var även titeln på ett verk av Johann Christian Bach, som hade premiär i Paris 1779.

## Personer
- Alquif, trollkarl och Urgandes make (baryton)
- Urgande, trollkvinna (sopran)
- Amadis, son till kung Perion av Gaul (haute-contre)
- Oriane, dotter till kung Lisuart av Britannien (sopran)
- Florestan, oäkta son till kung Perion (baryton)
- Corisande, Florestans älskade, härskare över Gravesande (sopran)
- Arcabonne, trollkvinna och syster till Arcalaüs och Ardan Canile (sopran)
- Arcalaüs, trollkarl, riddare och broder till Ardan Canile och Arcabonne (baryton)
- Ardan Caniles ande (baryton)